# Nethinius laticollis
Nethinius laticollis là một loài bọ cánh cứng trong họ Cerambycidae.